# 手紙を書きとらせる士官
『手紙を書きとらせる士官』（てがみをかきとらせるしかん、蘭: Een officier die een brief dicteert、英: An Officer dictating a Letter）は、オランダ絵画黄金時代の画家ヘラルト・テル・ボルフが1655-1658年ごろ、キャンバス上に油彩で描いた絵画である。1890年までアーサー・ジェームズ (Arthur James) のコレクションにあった作品で、1948年にジェームズ夫人から遺贈されて以来、ナショナル・ギャラリー (ロンドン) に所蔵されている。

## 作品

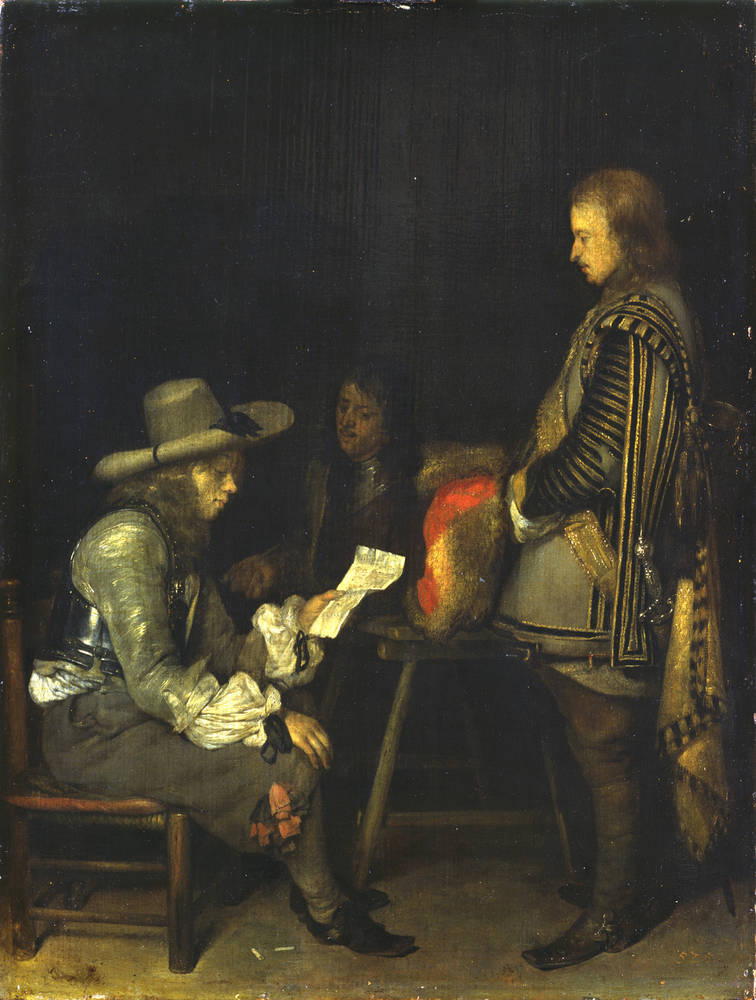
ヘラルト・テル・ボルフ『手紙を読む兵士』 (1657-1658年ごろ)、アルテ・マイスター絵画館、ドレスデン

オランダ共和国東部の国境付近近くにある要塞都市ズヴォレで育ったテル・ボルフは、おそらく軍人の生活の様々な側面を直に目にしていたと思われる。本作に描かれた軍人の様子がリアルなのも、そのためである。しかし、この画面に何が描かれているのかは、明白とはいえない。ヘルメットを被り、胸当てを着けた左側の若い軍人が、士官の黒いフェルト帽を被り、胸当てと洒落た衣服を身に着けた中央の人物から手紙を書く助言を受けている場面なのかもしれない。しかし、この解釈も、誤っている可能性がある。
若い軍人のポーズは、見事な観察にもとづいて描かれている。彼は両脚を大きく開き、作業に没頭しており、手を止めて、じっくりと言葉を選ぶための時間を必要としているかのように目を上げている。仲間の口述を書き留めているというよりも、手紙で何を伝えるべきか、あるいは、いかにして最も的確にそれを表現するか熟考しているのかもしれない。
一方、2人の同僚で、立派な青いコートを着ている右側の男性は彼らには興味を示さず、鑑賞者に注力し、画面外をまっすぐに見ている。17世紀の鑑賞者は、すぐに彼の拍車、剣、ビューグルに気づいたことであろう。これは、戦闘中に宣告をしたり、メッセージを伝えたりするビューグル奏者としての騎兵の身なりである。拍車を着けていることから、男は馬で到着したばかりなのであろう。画面の情景を考えるならば、彼は若い軍人が手紙を書き終えるのを待っている使者であると推測される。この男の姿もまた見事な観察力に裏打ちされており、身体の前で交差させた腕や、やや斜めに置かれた左足は、従属的な役割を担う人物の辛抱強く、敬意に満ちたポーズという印象を与える。
テル・ボルフは本来、本作が何を表しているかの手掛かりを付け加えていた。犬の後脚の前の床には、ハートのエースのカードが描かれていたのである。長い年気の間に絵具が退色したために、このカードはかすかに見えるようになっている。ハートのエースはほぼ間違いなく恋愛を示唆するもので、若い軍人が書いているのは軍事的なメッセージではなく、ラブレターであることが明らかに示唆されていたと考えられる。画像解析によると、絵画が完成する前あるいは完成した直後にカードは消去され、情景はより謎めいたものとなった。今日の鑑賞者は、この情景で何が起きているのか完全には理解できないが、それこそテル・ボルフが求めていた目的なのかもしれない。彼はこうした多義性を存分に活用し、鑑賞者に本作を繰り返し見たいと思わせるのである。
なお、テル・ボルフは、本作とほぼ同時期に『手紙を読む兵士』 (アルテ・マイスター絵画館、ドレスデン) も描いている。